# Рампла Хуниорс
ФК „Рампла Хуниорс“ (на испански: Rampla Juniors Fútbol Club) е уругвайски футболен отбор от Монтевидео. Основан е на 7 януари 1914 г. Отборът е шампион на Уругвай от 1927 г., както и трикратен шампион на втора дивизия.

## История
Рампла Хуниорс е основан в квартал Адуана, по-късно е преместен в Агуада и около 1920 г. отново – в Серо. Има две версии за цветовете на отбора (червен и зелен). Едната е, че са заимствани от тези на отбора на Форталеса. Другата е, че основателите на отбора харесали цветовете на италианското знаме на кораб, акостирал в града.

## Успехи
- 1х шампион на Уругвай: 1927
- 3х шампион на Сегунда Дивисион: 1944, 1980 и 1992

## Известни бивши играчи
- Данило Морено Асприля